# Kaden Groves
Kaden Groves (Gympie, 23 december 1998) is een Australisch baan- en wegwielrenner die sinds 2023 uitkomt voor de Belgische formatie Alpecin-Deceuninck.

## Carrière
In 2016 werd Groves nationaal kampioen op de weg bij de junioren, voor Alastair Christie-Johnston en Jayden Waters. In maart 2017 won Groves, voor Stephen Hall en Jordan Kerby, de puntenkoers tijdens de nationale kampioenschappen baanwielrennen. Later dat jaar won hij op de weg de derde etappe in de Ronde van Fuzhou. Zijn eerste zege in een van de Grote Rondes boekte Groves in de Ronde van Spanje 2022. Hij won de elfde etappe voor Danny van Poppel. Een jaar later boekte hij zijn eerste etappezege in de Ronde van Italië 2023. Hij was succesvol in de vijfde etappe voor Jonathan Milan. Groves stapte in deze Giro af tijdens de twaalfde etappe. In de Ronde van Spanje van hetzelfde jaar won hij naast het puntenklassement ook drie etappes, tweemaal eindigde hij als tweede in een etappe.

## Baanwielrennen

### Palmares
| Jaar | AK          | OK | WK | Overig |
| ---- | ----------- | -- | -- | ------ |
| 2017 | Puntenkoers |    |    |        |

## Wegwielrennen

### Overwinningen
2016
 Australisch kampioen op de weg, Junioren
2017
3e etappe Ronde van Fuzhou
1e en 6e etappe Ronde van het Poyangmeer
2018
13e etappe Ronde van het Qinghaimeer
Puntenklassement Ronde van China II
1e etappe Ronde van Quanzhou Bay
5e etappe Ronde van Fuzhou
2019
1e en 3e etappe Triptyque des Monts et Châteaux
1e en 4e etappe Circuit des Ardennes
Puntenklassement Circuit des Ardennes
1e etappe Ronde van de Isard
2020
3e en 5e etappe Herald Sun Tour
1e etappe (TTT) Ronde van Tsjechië
2021
Proloog Ronde van Slowakije
2022
2e etappe Ronde van Catalonië
Puntenklassement Ronde van Catalonië
2e etappe Ronde van Turkije
11e etappe Ronde van Spanje
2023
4e en 6e etappe Ronde van Catalonië
Volta Limburg Classic
5e etappe Ronde van Italië
4e, 5e en 21e etappe Ronde van Spanje
 Puntenklassement Ronde van Spanje
2024
2e, 14e en 17e etappe Ronde van Spanje
 Puntenklassement Ronde van Spanje
2025
6e etappe Ronde van Italië
20e etappe Ronde van Frankrijk

### Resultaten in voornaamste wedstrijden
| Jaar | Ronde van Italië | Ronde van Frankrijk | Ronde van Spanje |
| ---- | ---------------- | ------------------- | ---------------- |
| 2020 |                  |                     |                  |
| 2021 |                  |                     |                  |
| 2022 |                  |                     | 113e (1)         |
| 2023 | opgave (1)       |                     | 122e (3)         |
| 2024 | 91e              |                     | 100e (3)         |
| 2025 | 107e (1)         | 86e (1)             |                  |

| Jaar | Milaan-San Remo | Gent-Wevelgem | Ronde van Vlaanderen | Parijs-Roubaix | Parijs-Tours |  | WK op de weg |
| ---- | --------------- | ------------- | -------------------- | -------------- | ------------ |  | ------------ |
| 2020 |                 | opgave        | opgave               |                |              |  |              |
| 2021 |                 |               |                      |                |              |  |              |
| 2022 |                 |               |                      |                | 116e         |  |              |
| 2023 |                 |               |                      | 31e            | 35e          |  | opgave       |
| 2024 |                 |               |                      |                |              |  |              |
| 2025 | 5e              |               |                      |                |              |  |              |

### Resultaten in kleinere rondes
| Jaar | Tour Down Under | UAE Tour | Parijs-Nice | Tirreno-Adriatico | Ronde van Catalonië | Critérium du Dauphiné | Ronde van Zwitserland | Ronde van Polen | Benelux Tour | Ronde van Guangxi |
| ---- | --------------- | -------- | ----------- | ----------------- | ------------------- | --------------------- | --------------------- | --------------- | ------------ | ----------------- |
| 2019 |                 |          |             |                   |                     |                       |                       |                 |              | 116e              |
| 2020 |                 | 126e     |             |                   |                     |                       |                       |                 | opgave       |                   |
| 2021 |                 | opgave   | opgave      |                   |                     | opgave                |                       | diskw.          |              |                   |
| 2022 |                 | 118e     |             | 132e              | 71e (1)             |                       |                       | 52e             |              |                   |
| 2023 | 36e             |          | 91e         |                   | 110e (2)            |                       | 101e                  |                 |              |                   |
| 2024 |                 | 97e      | opgave      |                   |                     |                       |                       |                 |              |                   |
| 2025 |                 |          |             |                   | opgave              |                       |                       |                 |              |                   |

(*) tussen haakjes aantal individuele etappe-overwinningen

## Ploegen
- 2017 –  St George Continental Cycling Team
- 2018 –  St George Continental Cycling Team (tot 4 juni)
- 2018 –  Mitchelton-BikeExchange (vanaf 5 juni)
- 2019 –  SEG Racing Academy (tot 31 juli)
- 2019 –  Mitchelton-Scott (vanaf 1 augustus)
- 2020 –  Mitchelton-Scott
- 2021 –  Team BikeExchange
- 2022 –  Team BikeExchange Jayco
- 2023 –  Alpecin-Deceuninck
- 2024 –  Alpecin-Deceuninck
- 2025 –  Alpecin-Deceuninck

Bonello · Cameron · Dutton · Dyball · Ellerm-Norton · Field · Groves · Hubbard · Louis · Sharpe · Smith · Soden · Talbot · Zenovich
Cameron · Cavanagh · Culey · Dutton · Dyball · Field · Groves · Hubbard · Kennett · Louis · Smith · Zenovich
Affini · Albasini · Bauer · Bewley · Bookwalter · Chaves · Durbridge · Edmondson · Grmay · Groves · Haig · Hamilton · Hepburn · Howson · Impey · Juul-Jensen · Konysjev · Meyer · Mezgec · Nieve · Peák · Schultz · Scotson · Smith · Stannard · A. Yates · S. Yates · Zejts
Bauer · Bewley · Bookwalter · Chaves · Colleoni · Durbridge · Edmondson · Grmay · Groves · Hamilton · Hepburn · Howson · Jansen · Juul-Jensen · Kangert · Konysjev · Matthews · Meyer · Mezgec · Nieve · Peák · Schultz · Scotson · Smith · Stannard · Yates · Zejts · Choon (stagiair) · O'Brien (stagiair)
Balmer · Bauer · Bewley · Colleoni · Craddock · Durbridge · Edmondson · Grmay · Groenewegen · Groves · Hamilton · Hepburn · Howson · Jansen · Juul-Jensen · Kangert · Konysjev  · Maas · Matthews · Meyer · Mezgec · O'Brien · Peña · Reinders (vanaf 23/8) · Schultz · Scotson · Smith · Sobrero · Stewart · Yates · Bogusławski (stagiair) · De Pretto (stagiair) · Foldager (stagiair)
Ballerstedt · Bayer · Conci · De Bondt · Dillier · Gaze · Ghys · Gogl · Groves · Hermans · Janssens · Kragh Andersen · Krieger · Leysen · Mareczko · Meurisse · Oldani · Osborne · Philipsen · Planckaert · Plowright · Rickaert · Riesebeek · Sbaragli · Sinkeldam · Stannard · Taminiaux · Van Den Bossche · van der Poel  · Vermeersch
Ballerstedt · Bayer · Boven · Conci · Dillier · Gaze · Ghys · Gogl · Groves · Hermans · Hollmann · Janssens · Kielich · Kragh Andersen · Laurance · Leysen · Meurisse · Osborne · Philipsen · Planckaert · Plowright · Rickaert · Riesebeek · Sinkeldam · Uhlig · Van Den Bossche · van der Poel  · Van Tricht · Vergallito · Vermeersch
Bayer · Boven · Debruyne · Dehairs · Del Grosso · Dillier · Gaze · Ghys · Glivar · Gogl · Groves · Hermans · Hollmann · Janssens · Kielich · Meurisse · Philipsen · Planckaert · Plowright · Price-Pejtersen · Rickaert · Riesebeek · Uhlig · Van Den Bossche · van der Poel · Van Tricht · Vergallito · Vermeersch